# 超空間ナイター プロ野球キング
『超空間ナイター プロ野球キング』（ちょうくうかんナイター プロやきゅうキング、Chokukan Nighter Pro Yakyu King）は、1996年12月20日にイマジニアから発売された野球ゲームソフト。開発は元気が担当した。ちなみに、本作はNINTENDO 64（N64）用に発売された最初の野球ゲームである。最大4人まで同時プレー可能。

## 概要
実名のプロ野球チーム・選手（日本野球機構公認）が登場するフルポリゴンの野球ゲーム。ただし球場はゲームオリジナルの球場や実際の球場をモデルにした架空の球場である。キャラクターの造形は、『実況パワフルプロ野球』のように2頭身の体形にデフォルメされたものとなっている。しかし『パワプロ』シリーズとは違い、十数種類の顔グラフィックが用意されており、各選手の特徴をうまく掴んでいる（例えば、眼鏡をかけた選手には眼鏡を装着したグラフィックが使われている）。また、監督の顔グラフィックは専用のものが作られている。試合中の演出でも、三振すると選手が石化する、死球を受けるとキャラクターがバラバラに砕ける等、デフォルメキャラクターとポリゴンの利点を活かした演出がなされている。育成モードによって実在選手の能力を強化することができる。
OB選手の名前をもじったパロディーチーム「ムーンライトウルブス」も存在する。
なお、この作品にはバッテリーバックアップが搭載されていないため、N64の周辺機器であるコントローラパックを使ってデータを保存する。123ページ中117ページが必要となる。

## 登場球場
実在の球場（専用球場）をモチーフにした11球場、このゲームオリジナルの4球場の計15球場。
| 球場名             | 使用チーム                            | モデル球場             |
| ------------------ | ------------------------------------- | ---------------------- |
| 超空間ドーム       | 読売ジャイアンツ 日本ハムファイターズ | 東京ドーム             |
| スワロー球場       | ヤクルトスワローズ                    | 明治神宮野球場         |
| ベイスタジアム     | 横浜ベイスターズ                      | 横浜スタジアム         |
| ドラゴンスタジアム | 中日ドラゴンズ                        | ナゴヤ球場             |
| 猛虎スタジアム     | 阪神タイガース                        | 阪神甲子園球場         |
| 広島スタジアム     | 広島東洋カープ                        | 広島市民球場           |
| ブルースタジアム   | オリックスブルーウェーブ              | グリーンスタジアム神戸 |
| 幕張球場           | 千葉ロッテマリーンズ                  | 千葉マリンスタジアム   |
| ライオン球場       | 西武ライオンズ                        | 西武ライオンズ球場     |
| バファロー球場     | 大阪近鉄バファローズ                  | 藤井寺球場             |
| ホークドーム       | 福岡ダイエーホークス                  | 福岡ドーム             |

実在チーム本拠地以外の球場
- マジカルパーク - 使用チームは「ムーンライトウルブズ」。この球場は両翼103m、中堅127mと大きい。
- コスモアリーナ - 両翼105m、中堅130mの巨大ドーム球場。月面にあるという設定で重力が1/6しかなく、空には地球が浮く。
- OK球場 - ライト側が大きく削れており、高いフェンスが張られた左右非対称の球場。フェンウェイ・パークの左右を逆にしたような形。
- メジャービーチスタジアム - 両翼88m、中堅103mの小型球場で、全面砂浜となっており、走力が制限され、球も転がらない。

## 超空間ナイター プロ野球キング2
1999年3月19日には続編となる『超空間ナイター プロ野球キング2』も発売されている（選手など各種データは前年シーズン終了時）。こちらはバッテリーバックアップが搭載されているが、コントローラパックも対応している。この作品は顔などのグラフィックが追加されていた。また、『実況パワフルプロ野球』シリーズにも存在する「シナリオモード」・同シリーズのサクセスモードに似た「クリエイトモード」が新設。実在球団の本拠地球場も実名で登場した。また、ラジオ番組「ニッポン放送ショウアップナイター」制作協力のもと、ニッポン放送の松本秀夫アナウンサーを実況アナウンサーに起用した（試合開始時には、ゲームオリジナルBGMとともに松本による番組のタイトルコールも流れる）。
死球を受けた際に体がバラバラになる仕様は、本作も引き継いでいる。

## 余談
NINTENDO64では、同作をはじめ数々の野球ゲームが発売されたが、続編が発売されたのは、本シリーズと『実況パワフルプロ野球』シリーズ（実況パワフルプロ野球4〜実況パワフルプロ野球6・実況パワフルプロ野球2000・実況パワフルプロ野球Basic版2001の全5作）のみである。